# Distretto di Veľký Krtíš
Il distretto di Veľký Krtíš (okres Veľký Krtíš) è uno dei 79 distretti della Slovacchia, situato nella regione di Banská Bystrica, nella parte centrale della nazione.
Fino al 1918, il territorio dell'attuale distretto era diviso tra le contee ungheresi di Hont e Nógrád.

## Geografia antropica
Il distretto è composto da 2 città e 69 comuni:

### Città
- Modrý Kameň
- Veľký Krtíš

### Comuni
- Balog nad Ipľom
- Bátorová
- Brusník
- Bušince
- Chrastince
- Chrťany
- Čebovce
- Čeláre
- Čelovce
- Červeňany
- Dačov Lom
- Dolinka
- Dolná Strehová
- Dolné Plachtince
- Dolné Strháre
- Ďurkovce
- Glabušovce
- Horná Strehová
- Horné Plachtince
- Horné Strháre
- Hrušov
- Ipeľské Predmostie
- Kamenné Kosihy

- Kiarov
- Kleňany
- Koláre
- Kosihovce
- Kosihy nad Ipľom
- Kováčovce
- Lesenice
- Ľuboriečka
- Malá Čalomija
- Malé Straciny
- Malé Zlievce
- Malý Krtíš
- Muľa
- Nenince
- Nová Ves
- Obeckov
- Olováry
- Opatovská Nová Ves
- Opava
- Pôtor
- Pravica
- Príbelce
- Sečianky

- Seľany
- Senné
- Sklabiná
- Slovenské Ďarmoty
- Slovenské Kľačany
- Stredné Plachtince
- Sucháň
- Suché Brezovo
- Širákov
- Šuľa
- Trebušovce
- Veľká Čalomija
- Veľká Ves nad Ipľom
- Veľké Straciny
- Veľké Zlievce
- Veľký Lom
- Vieska
- Vinica
- Vrbovka
- Záhorce
- Závada
- Zombor
- Želovce